# Live in Tokyo (Amazing Blondel)
Live in Tokyo è un album live degli Amazing Blondel, pubblicato dalla DJM Records nel 1977.

## Tracce
Brani composti da Edward Baird
Lato A
1. Help Us Get Along – 3:43
2. Leaving of the Country Lover – 3:29
3. Young Man's Fancy – 5:00
4. Love Must Be the Best Time of Your Life – 2:48
5. Lesson One – 4:01

Lato B
1. For Our Love – 2:59
2. The Lovers – 2:13
3. Mulgrave Street – 7:37
4. Sad to See You Go – 4:45

Edizione CD del 2009, pubblicato dalla Air Mail Archive Records AIRAC-1547)
1. Help Us Get Along – 3:42 (E. Baird)
2. Leaving of the Country Lover – 3:28 (E. Baird)
3. Young Man's Fancy – 5:01 (E. Baird)
4. Love Must Be the Best Time of Your Life – 2:47 (E. Baird)
5. Lesson One – 4:01 (E. Baird)
6. For Our Love – 2:59 (E. Baird)
7. The Lovers – 2:13 (E. Baird)
8. Mulgrave Street – 7:37 (E. Baird)
9. Iron and Steel – 4:45 (E. Baird)
10. Sad to See You Go – 2:52 (E. Baird)
11. Money Ring – 4:42 (E. Baird) – Bonus Track
12. Things Happen (Darryl Ebbatson) – Bonus Track

## Musicisti
- Edward Baird - chitarre, voce
- Terry Wincott - chitarra, tastiere, voce